# Коллекционирование масштабных моделей автомобилей

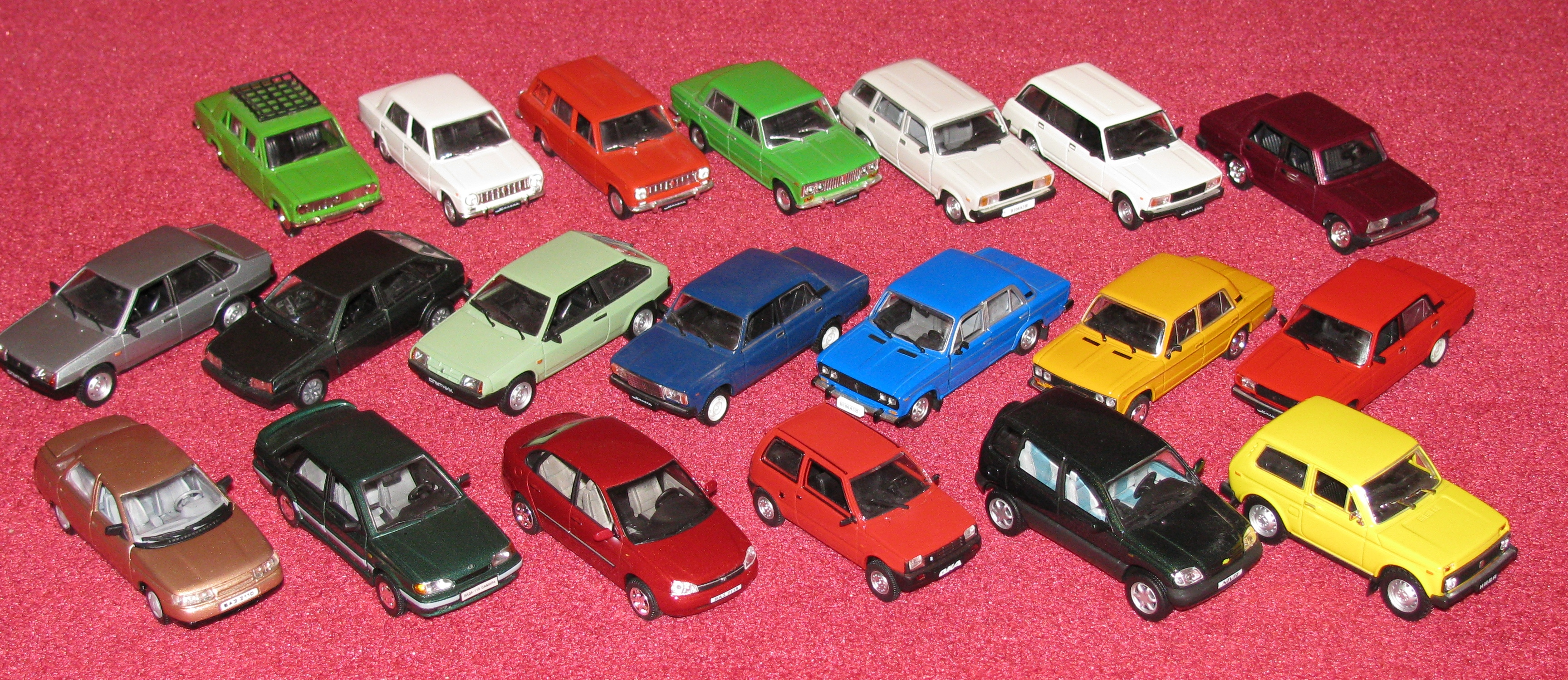
Коллекция некоторых моделей 1:43 автомобилей ВАЗ

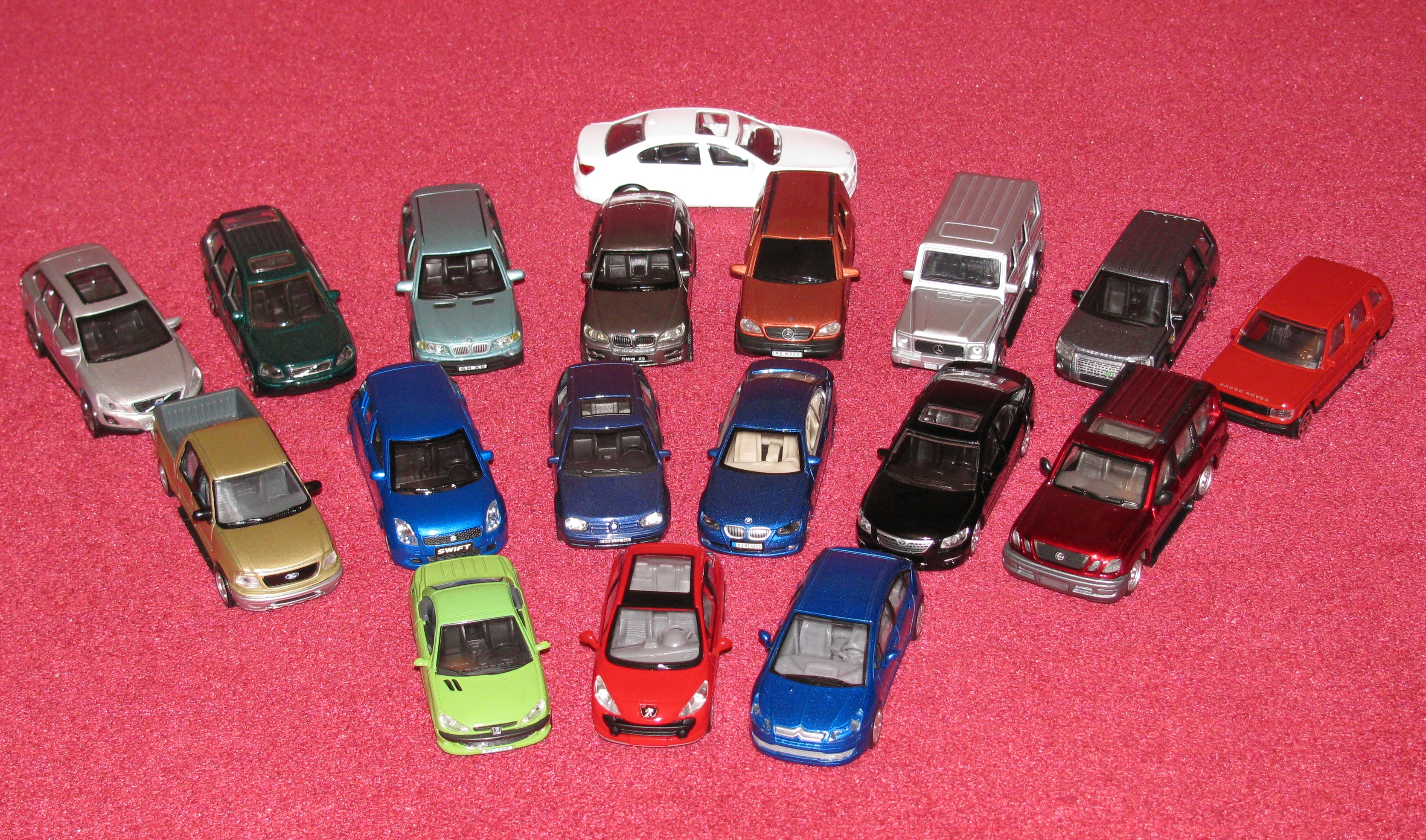
Коллекция некоторых моделей 1:43 — иномарки. Исключение BMW X6 — 1:46 и BMW 750Li — 1:41 (по факту)

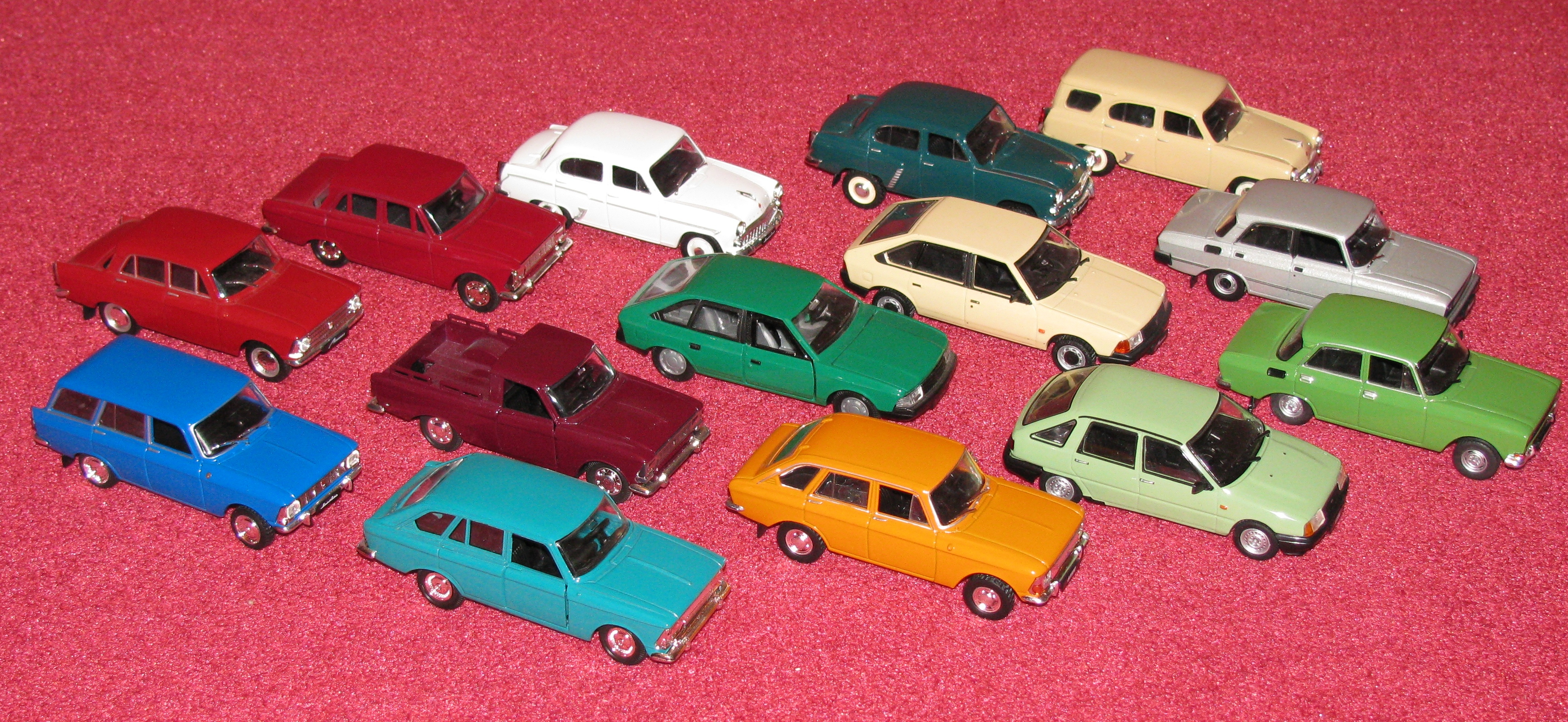
Коллекция некоторых моделей 1:43 автомобилей Москвич и Иж

Коллекционирование масштабных моделей автомобилей — это хобби-коллекционирование моделей реально существовавших или существующих автомобилей, близкое автомоделизму.
Самым распространённым является масштаб 1:43, также используются масштабы 1:8, 1:12, 1:18, 1:24, 1:25, 1:35, 1:64, 1:72, 1:87, 1:120, последние три пришли из авиа- и железнодорожного моделизма. Как дальнейшее развитие и распространение практики авиа- и судо- моделизма, появились сборные автомодели (т. н. ки́ты), которые необходимо самостоятельно собрать из деталей клейкой, свинчиванием, окраской и т. д.
Коллекционные автомодели выполняются преимущественно металлическими (в связи с чем распространена т. н. цинковая чума автомоделей при некачественном металле или технологии производства), однако, среди них есть и пластиковые, смоляные и т. д. Коллекционируются масштабные модели автомобилей как промышленного производства, так и мелкосерийного и единичного ручного (т. н. хэндмейд), в том числе переделанные из заводских (т. н. конверсии). Модели, как правило, воспроизводят не только внешний вид автомобилей, но и достаточно высокую детализацию салона (кроме мелких масштабов). Особенностью ряда производителей является наличие у модели подвижных элементов — открывающиеся двери, капот, багажник и т. п. По стоимости автомодели разнятся от недорогих (при крупносерийном заводском производстве), до дорогих (при мелкосерийном и очень высоко детализированном) и очень дорогих (заказное и ручной работы).

## Причины и особенности коллекционирования
Исторически подобное коллекционирование, возможно, возникло в результате обычного собирания игрушечных машин детьми, хотя изначально моделями пользовались коммивояжёры для рекламы, чтобы дать клиенту возможность «пощупать» будущий автомобиль. Разнообразие игрушечных машин в определённый момент стимулирует к их ранжированию для формирования масштабного «игрушечного мира». В дальнейшем необходимость в разработке мира может отпасть, и коллекционер сосредотачивает усилия на непосредственно моделях.
Коллекционеры моделей автомобилей, как правило, специализируются на одном масштабе и отличаются на собирающие все приглянувшиеся модели подряд, только отечественные или только иностранные модели, модели по направлениям (только легковые, только грузовые, только милицейские или прочие спецмашины) и т. д.
Коллекционеры масштабных моделей авто редко ограничиваются случайными покупками — большинство выбирает узкую специализацию, которая определяет стратегию пополнения коллекции.

## Автомодели в России
Масштабные модели автомобилей коллекционируют во всем мире с начала XX века (Corgi Toys, Dinky Toys, Matchbox и т. д.). В СССР масштабные модели автомобилей начали изготавливать в промышленных масштабах в середине 1970-х гг., причём подавляюще распространённым масштабом стал 1:43. В основе моделей, естественно, были автомобили советского производства — «Москвич» (в том числе первая модель — М-408, скопированная с ранее появившегося аналога французской фирмы Dinky Toys), ВАЗ, ГАЗ, РАФ и пр. Первоначально производились масштабные модели легковых автомобилей, затем появились модели микроавтобусов, грузовиков и тракторов. Заводское производство моделей автобусов появилось только после распада СССР.
Отечественные модели производились, как правило, на крупных оборонных машино- и приборостроительных заводах в качестве товаров народного потребления. Крупнейшим производителем был завод «Радон» (также известный как «Агат») в городе Марксе Саратовской области, входивший в состав саратовского НПО «Тантал». 1 декабря 1975 года на предприятии впервые была изготовлена первая масштабная модель — Москвич-433. Через год завод изготавливал уже 16 различных наименований моделей. Несколько позже на ряде других предприятий в разных городах СССР стали производиться другие модели отечественных автомобилей (большое производство моделей грузовиков завода «Элекон» в Казани, а также меньшие производства в городах Рославль, Умань, Ленинград, Ульяновск …), а также скопированные с западных аналогов модели иностранных легковых автомобилей, т. н. ремейки (Москва, Ленинград, Тбилиси, Донецк, Запорожье, …). Значительное количество советских автомоделей шло на экспорт. Достаточно ограниченный модельный ряд выпускавшихся в СССР автомоделей был расписан по номерам и отражался в немногочисленных (как правило, экспортных) каталогах. Т. н. «номерные» советские автомодели высоко ценятся у коллекционеров и в настоящее время.
В постсоветское время коллекционирование моделей в России упростилось благодаря резкому распространению украинского и российского хэндмейда. Таким образом стали появляться отечественные и импортные заводские модели (на последние в плановой экономике СССР валюта не выделялась). Из зарубежных представителей, сначала иномарок, а затем и отечественных автомобилей, в первую очередь выделились модели Autotime, хотя затем появились и другие, не менее достойные, модели производства КНР (Технопарк и др.). В России также появились новые мелкосерийные заводские производители автомоделей (ЛОМО, Компаньон, УралАЗ и др.). Однако, позже отечественное производство автомоделей на крупных заводах, как правило, стало испытывать застой с расширением ассортимента и ухудшение качества. К началу 2010-х годов выпускаемый крупносерийно в России модельный ряд был намного превышен разнообразием китайских моделей советских и российских автомобилей благодаря сериям Автолегенды СССР, Легендарные грузовики СССР, Наши автобусы, IST, DiP Models, NEO, Наш автопром, Автоистория, SSM, Autotime, Классикбус, Советский автобус и др.